# Zheng Pingru
Zheng Pingru (Lanxi, 1918-febrero de 1940) fue un espía y socialité china que reunió información sobre el Ejército Imperial Japonés durante la segunda guerra sino-japonesa. Ella intentó asesinar a Ding Mocun, el jefe de seguridad del gobierno títere japonés, pero no tuvo éxito y fue ejecutada. Se cree que su vida es la inspiración para la novela corta de Eileen Chang, Lust,Caution, que luego fue adaptada en la película homónima de 2007 por Ang Lee.

## Primeros años de vida

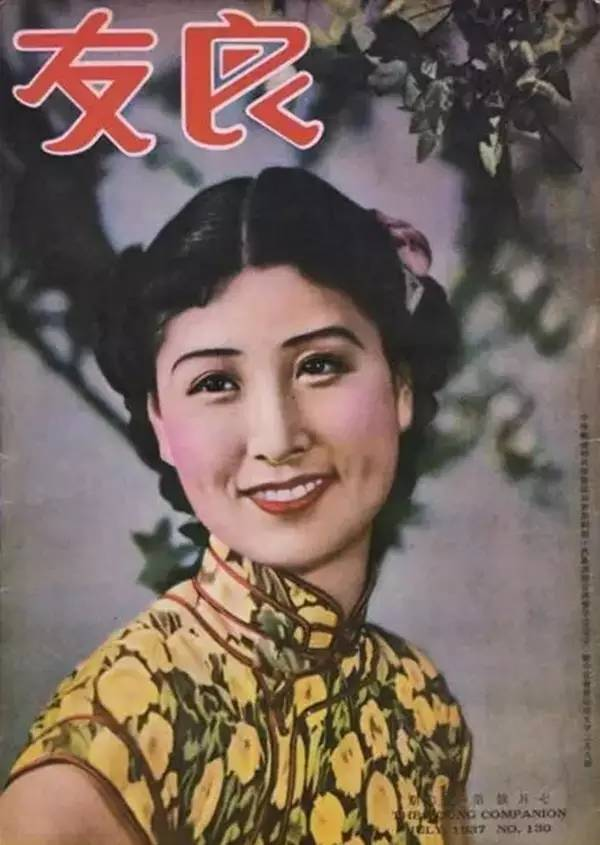
Zheng Pingru apareció en la portada de The Young Companion en julio de 1937

Zheng Pingru nació en 1918. Ella era de Lanxi, provincia de Zhejiang. Su padre, Zheng Yue (鄭 鉞), también conocido como Zheng Yingbo (鄭英伯), era un revolucionario nacionalista y seguidor de Sun Yat-sen. Mientras estudiaba en Japón, Zheng Yue se casó con una mujer japonesa, Hanako Kimura (木村 花子), que adoptó el nombre chino Zheng Huajun (鄭華君). Tuvieron dos hijos y tres hijas; Pingru era la segunda hija mayor.
De su madre, Zheng Pingru aprendió a hablar japonés con fluidez. Creció en Shanghái, donde su padre enseñaba en la Universidad de Fudan. Estudió en el Colegio de Política y Derecho de Shanghái, y actuó con un grupo de actores de la Universidad de Datong.  Se convirtió en una conocida mujer de la alta sociedad y apareció en la portada de la popular película pictórica The Young Companion ( Liangyou ) en 1937.  Aunque su familia era mitad japonesa, se oponían firmemente a la agresión de Japón hacia China. Cuando Japón invadió Manchuria en 1931 y atacó Shanghái en 1932, Zheng y sus hermanos se unieron a las protestas antijaponesas.